# Thomas Zurbuchen

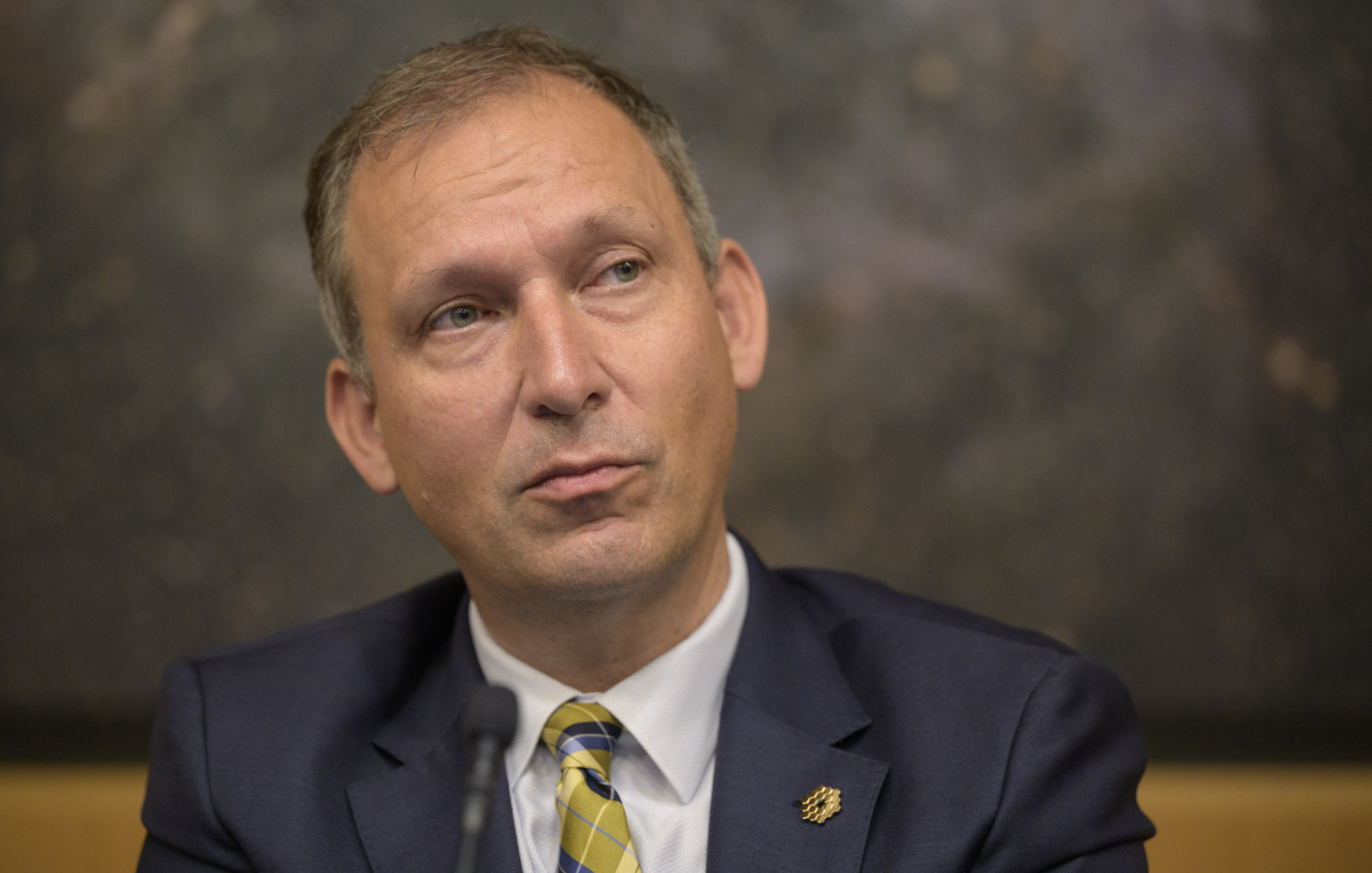
Thomas Zurbuchen (2022)

Thomas Hansueli Zurbuchen (* 1968 in Heiligenschwendi) ist ein schweizerisch-US-amerikanischer Astrophysiker. Im Sommer 2023 übernahm er als Professor für Weltraumwissenschaft und -technologie die Leitung von ETH Zürich Space. Er war von Oktober 2016 bis Ende 2022 Wissenschaftsdirektor der NASA. Zuvor war er ausserordentlicher Professor für Weltraumforschung und Raumfahrttechnik an der University of Michigan und ausserordentlicher Dekan an der Ingenieurschule College of Engineering.

## Leben
Zurbuchen wuchs in Heiligenschwendi am rechten Ufer des Thunersees auf als Sohn eines Freikirchenpredigers. Er besuchte das Gymnasium Thun und später die Universität. Er studierte Physik und Mathematik an der Universität Bern, wo er 1996 in experimenteller Astrophysik promovierte.
Danach wechselte er als wissenschaftlicher Mitarbeiter zur University of Michigan. 2007 gründete er das Michigan Center for Entrepreneurship, ein prämiertes Programm für Unternehmertum an amerikanischen Universitäten. 2008 wurde er zum Associate professor für Weltraumforschung und Raumfahrttechnik ernannt. Im Oktober 2016 wurde er Wissenschaftsdirektor (Associate Administrator for the Science Mission Directorate) der NASA und war für ein Budget von rund 8 Milliarden Dollar verantwortlich. Bis zu seinem Ausscheiden aus dem Amt im Jahr 2022 war Zurbuchen verantwortlich für 91 Missionen, darunter das James-Webb-Teleskop, die Perseverance-und-Ingenuity-Mars-Rover-Missionen, DART, die Parker Solar Probe und viele mehr. Mit einer Amtszeit von mehr als sechs Jahren war er der bei seinem Ausscheiden längstdienende Wissenschaftsdirektor der NASA. Für seine Arbeit wurde er etliche Male ausgezeichnet. Im September 2021 wurde ein Asteroid nach ihm benannt: (289116) Zurbuchen.
Zurbuchen ist verheiratet, Vater zweier Kinder und besitzt die schweizerische wie auch die Staatsbürgerschaft der Vereinigten Staaten. Er lebte in der Nähe von Washington, D.C.
Zurbuchen tritt regelmässig bei Interviews, öffentlichen Vorträgen und Podcasts auf, sowohl auf Deutsch als auch auf Englisch, wie zum Beispiel bei Alles gesagt? der Zeit, beim Chefgespräch der Wirtschaftswoche, bei der Harvard Business Review und beim Knowledge Project. Im Jahr 2022 veröffentlichte WDR 2 eine Verkündigungssendung über ihn.
Seit 2023 arbeitet Thomas Zurbuchen als internationaler Redner und Berater. Im August 2023 übernahm er als Professor für Weltraumwissenschaft und -technologie die Leitung von ETH Zürich Space.

## Filme über Zurbuchen
- 2020: Nasa-Direktor Thomas Zurbuchen – Von Heiligenschwendi auf den Mars. In: DOK auf SRF 1 (50 min) – Regie: Christof Franzen
- 2022: Thomas Zurbuchen: Der Schweizer der nach den – Sternen greift. In: Sternstunde Philosophie mit Wolfram Eilenberger (59 min)

## Auszeichnungen
- 2004: US Presidential Early Career Award for Scientists and Engineers
- 2018: Heinrich-Greinacher-Preis der Universität Bern
- 2020: NASA Outstanding Leadership Medal[20]
- 2021: US Presidential Rank Award
- 2021: Ehrendoktorat der Northern Michigan University[21]
- 2022: NASA Distinguished Service Medal
- 2022: Wernher von Braun Distinguished Science Award[22]
- 2022: Ehrendoktorat der ETH Zürich[23]
- 2023: Innovator des Jahres, Wirtschaftswoche[24]
- 2023: Ehrendoktorwürde (Doctorate of Science) des Rochester Institute of Technology[25]